# Erko Saviauk
Erko Saviauk (ros. Эрко Савиаук, ur. 20 października 1977 w Viljandi) – estoński piłkarz występujący na pozycji obrońcy, reprezentant Estonii w latach 1997–2005, trener piłkarski.

## Kariera klubowa
Wychowanek klubu Viljandi JK Tulevik. W 1994 roku włączono go do kadry pierwszego zespołu występującego w Esiliidze. W 1995 roku przeniósł się do Tallinna FC Flora, z którą osiągnął największe w karierze sukcesy: 4 tytuły mistrzowskie oraz trzykrotnie Superpuchar Estonii. W międzyczasie był on wypożyczany do FC Lelle, Lelle SK, FC Kuressaare oraz Pärnu JK Tervis. W styczniu 2005 roku za kwotę 150 tys. koron estońskich przeszedł do Tallinna FC TVMK, gdzie wywalczył mistrzostwo, Puchar oraz dwukrotnie Superpuchar Estonii. Jesienią 2008 roku, po ogłoszeniu upadłości przez władze FC TVMK, odszedł z zespołu i ogłosił zakończenie profesjonalnej kariery. W latach 2009–2015 pełnił funkcję zawodnika i grającego trenera w klubie Eesti Koondis (od 2013 roku pod nazwą JK Retro), z którym rywalizował na czwartym i piątym poziomie rozgrywkowym.

## Kariera reprezentacyjna
W latach 1993–1998 występował w juniorskich i młodzieżowych reprezentacjach Estonii w kategorii U-17, U-18 oraz U-21.
9 lipca 1997 zadebiutował w seniorskiej reprezentacji Estonii prowadzonej przez Teitura Þórðarsona w przegranym 1:2 meczu przeciwko Litwie w ramach Baltic Cup 1997. W marcu 1999 roku zdobył jedyną bramkę dla drużyny narodowej w towarzyskim meczu z Azerbejdżanem (2:2). W latach 1997–2005 był podstawowym obrońcą reprezentacji, dla której rozegrał łącznie w tym okresie 60 spotkań i zdobył 1 gola.

### Bramki w reprezentacji
| LP | Data         | Miejsce                                    | Przeciwnik  | Bramka | Rezultat | Ranga meczu     |
| -- | ------------ | ------------------------------------------ | ----------- | ------ | -------- | --------------- |
| 1. | 6 marca 1999 | Stadion im. Andonisa Papadopulosa, Larnaka | Azerbejdżan | 2:2    | 2:2      | Mecz towarzyski |

## Kariera trenerska
W 2009 roku EJL powołała do życia klub Eesti Koondis, zrzeszający byłych reprezentantów Estonii i zatrudniła go na stanowisku grającego szkoleniowca. Funkcję tę pełnił do 2012 roku, łącząc ją jednocześnie z obowiązkami trenera Tabasalu JK (2011) i drużyn młodzieżowych Nõmme Kalju FC (2011–2015) oraz członka zarządu MTÜ Mustamäe Jalgpalliakadeemia (2010–2016). W listopadzie 2016 roku objął posadę trenera Nõmme Kalju FC U21 (Esiliiga B).

## Sukcesy
Tallinna FC Flora
- mistrzostwo Estonii: 1997/98, 2001, 2002, 2003
- Superpuchar Estonii: 2002, 2003, 2004

Tallinna FC TVMK
- mistrzostwo Estonii: 2005
- Puchar Estonii: 2005/06
- Superpuchar Estonii: 2005, 2006